# Luchtwachttoren

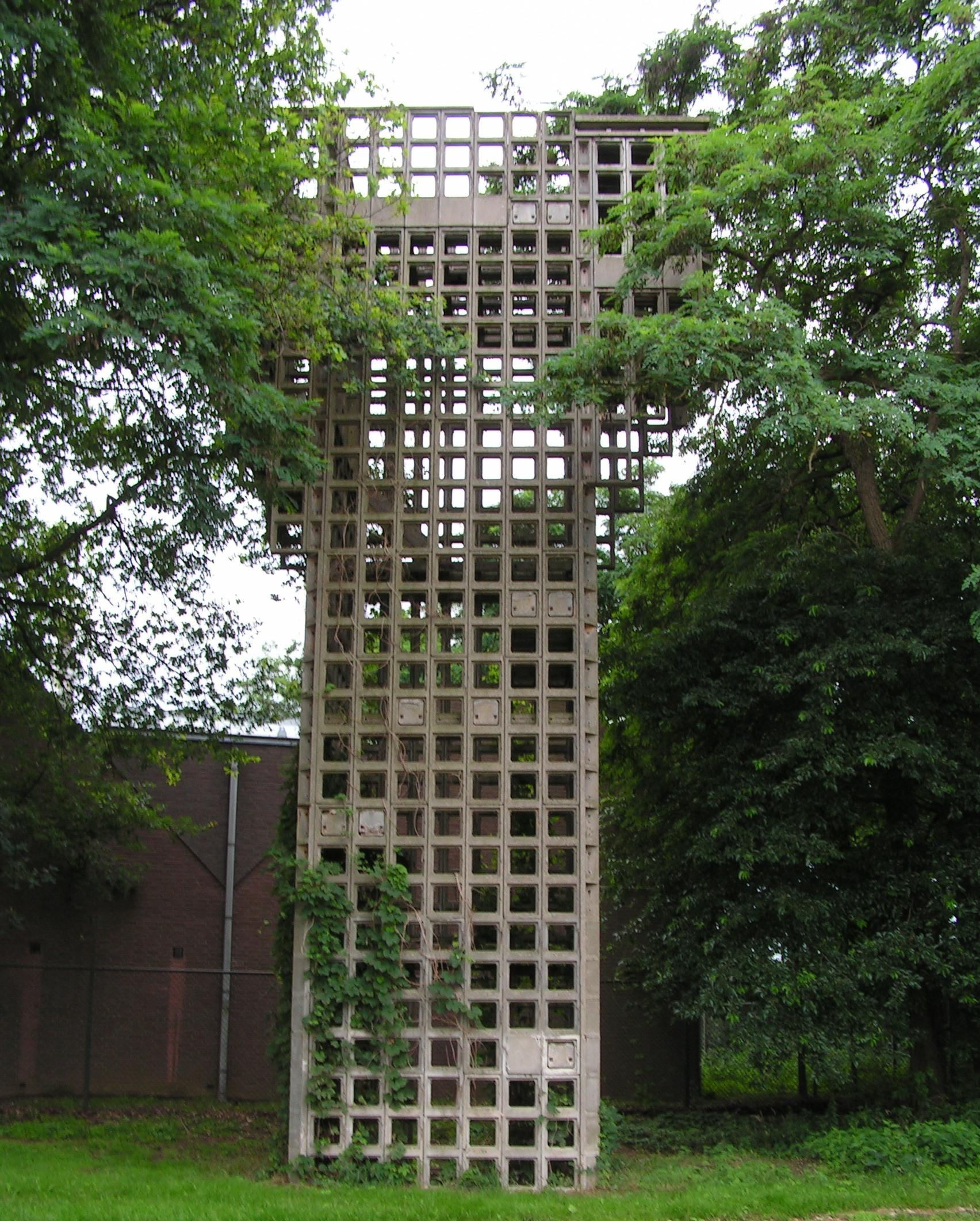
Luchtwachttoren 8L3 tussen Linne en Montfort.

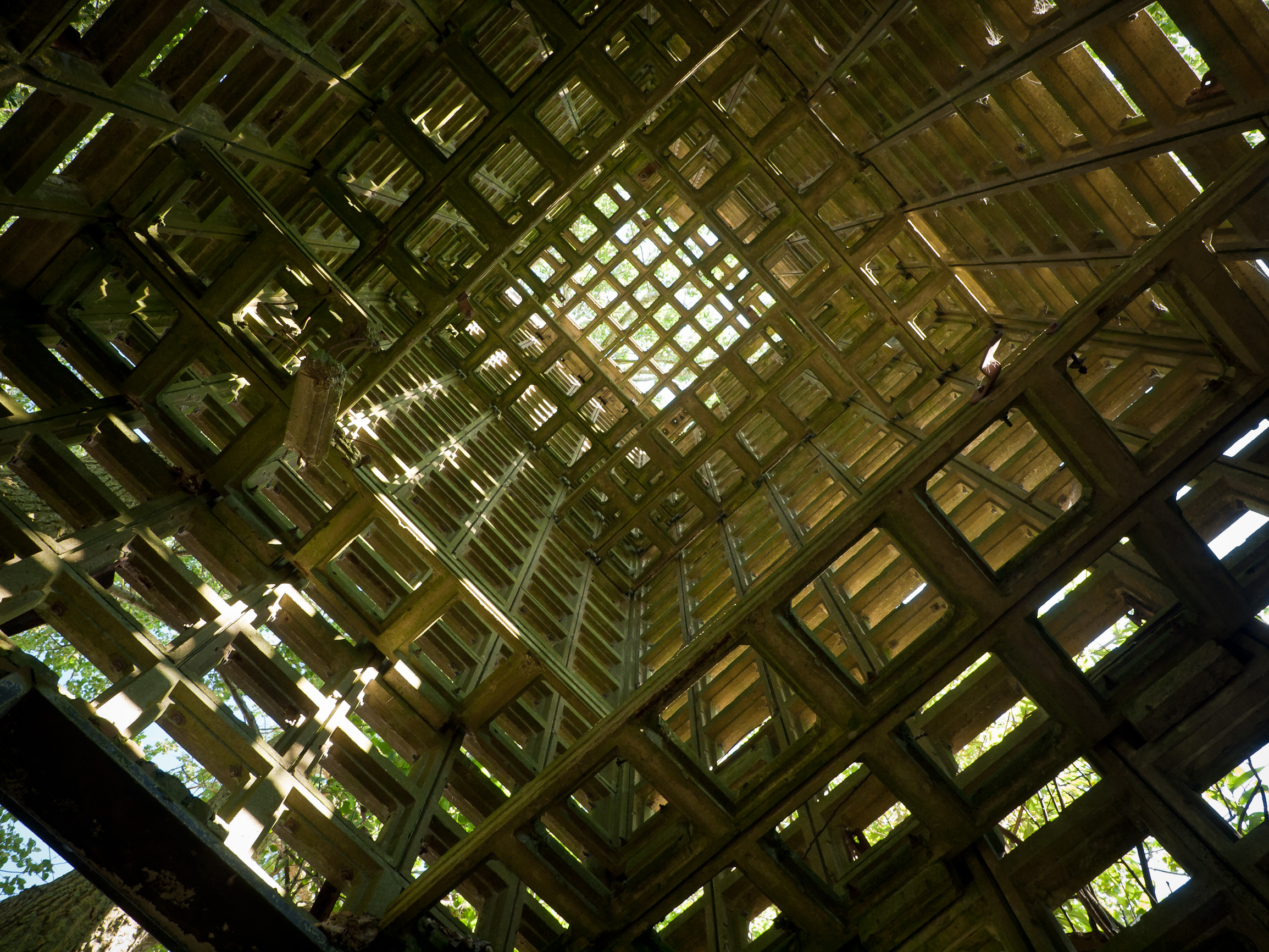
Binnenzijde van luchtwachttoren 7O1 te Warfhuizen.

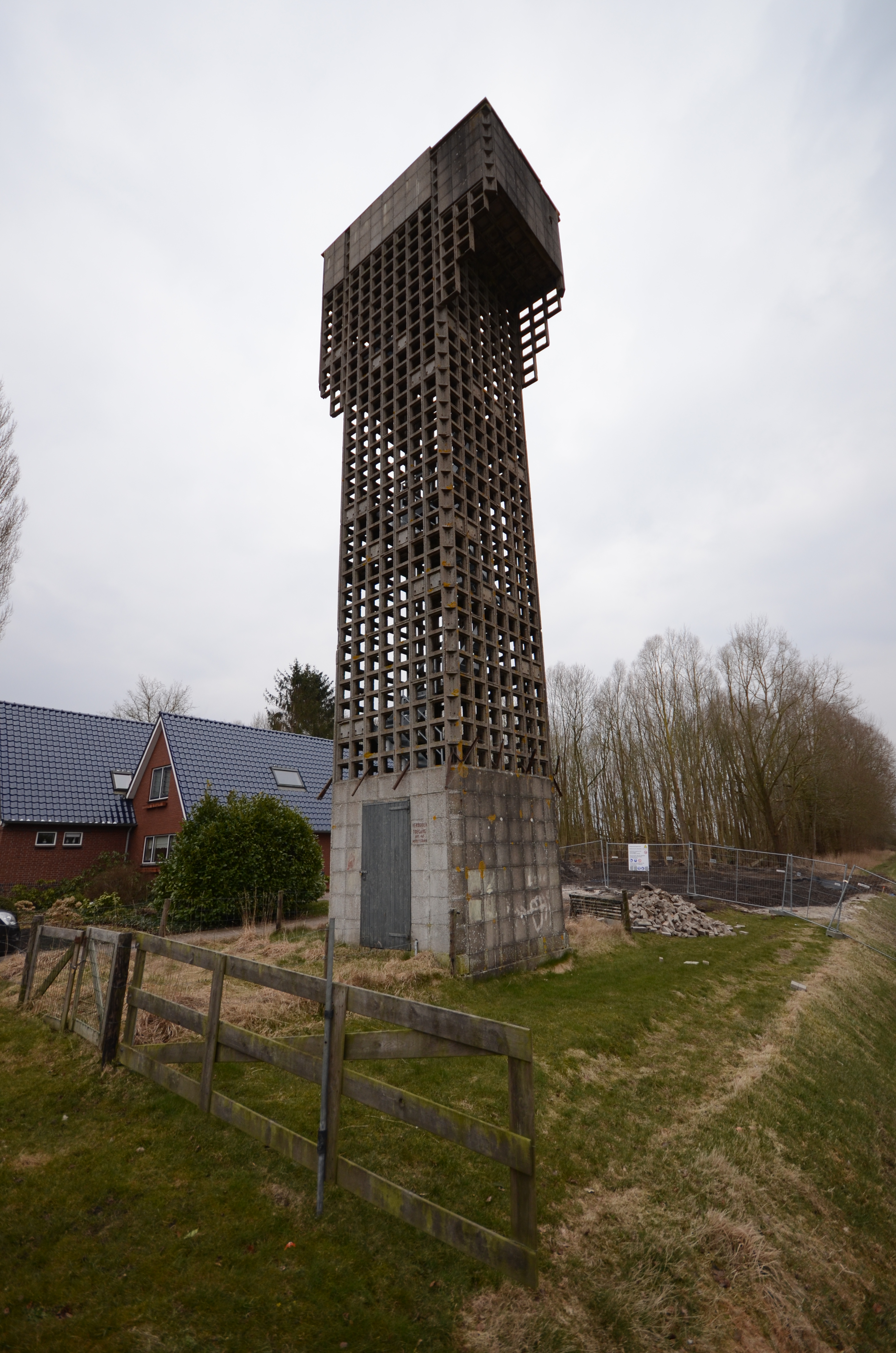
Luchtwachttoren 7T1 te Winschoten.

Een luchtwachttoren was in de jaren 50 en 60 van de 20e eeuw een uitkijkpost die in Nederland door het Korps Luchtwachtdienst (KLD) werd gebruikt voor het afzoeken van het luchtruim van Nederland naar Russische vliegtuigen in het kader van de Koude Oorlog. De toenmalige radarapparatuur was nog ongeschikt voor snelle, laagvliegende vliegtuigen. Het KLD werd opgezet om "door middel van uitkijk- en luisterposten vijandelijke vliegtuigen waar te nemen en aldus gegevens te verstrekken, welke nodig zijn om vijandelijke luchtaanvallen te kunnen bestrijden en de eigen troepen en de burgerbevolking tijdig te kunnen waarschuwen voor naderend luchtgevaar". De dienst was erop gericht om vliegtuigen tot 1500 meter hoogte te kunnen waarnemen. Om deze waarnemingen te kunnen doen werd een netwerk van luchtwachttorens opgebouwd.

## Observatienetwerk
De luchtwachttorens waren onderdeel van een netwerk van 276 uitkijkposten verspreid over heel Nederland. Er waren 138 posten op bestaande gebouwen, zoals op molens en fabrieken en 138 in de jaren 50 speciaal voor dit doel gebouwde losstaande torens.

## Bouwkenmerken
Het Centrale Bouwbureau der Genie werd belast met het ontwerpen en bouwen van de speciale torens. Een toren van beton was vanuit een financieel oogpunt, goedkoop en lage kosten van onderhoud, als technisch het meest geschikt. De keuze viel op een systeem van geprefabriceerde betonnen raatbouwelementen, dat ontwikkeld was door de NV Raatbouw, in 1950 opgericht door de architect Marten Zwaagstra, en de NV Schokbeton.
Een standaard raatbouwtoren bestond uit een fundering, waarop vier verticale betonnen balken waren geplaatst, die om de twee meter waren verbonden door horizontale balken. Hiertussen werden met gegalvaniseerde bouten de raatbouwelementen vastgemaakt. Het gebruik van prefab elementen resulteerde in een korte bouwtijd. Een nevenvoordeel was dat bij eventuele demontage van de toren de elementen opnieuw gebruikt zouden kunnen worden in magazijn- of woningbouw.
De productie en de bouw van de luchtwachttorens werden uitbesteed aan Schokbeton. In de herfst van 1951 startte de bouw en deze duurde tot eind jaren vijftig. Er waren 23 variaties mogelijk, van 4 tot 32,5 meter hoog, telkens met een verschil van 1,14 m. Deze laatste maat werd bepaald door drie "betonraten", elk 35 centimeter groot. De hoogte in centimeters (gerekend tot aan de vloer van de observatiecabine) werd tevens gebruikt voor de typeaanduiding van de toren. De typeaanduiding van de luchtwachttorens is dus niet de totale hoogte van de toren, voor de totale hoogte komt er nog 1,52 m (de hoogte van de borstwering) bij. Torens die hoger waren dan type 19,06 m kregen beneden op de hoeken steunberen. De onderste acht "raten" van de toren en de steunberen werden aan de buitenzijde betegeld met betonnen tegels om te voorkomen dat personen de toren inklommen. Het observatieplatform was bereikbaar via houten trappen (behalve de bovenste naar het uitkijkplatform, dat was een stalen ladder), die verbonden waren middels horizontale raatbouwelementen, waarvan een deel betegeld was om dienst te doen als overloop. De toegangsdeur van de toren was ook van hout.
Boven op de toren was het openlucht-observatieplatform van 3 bij 3 meter met een 1,5 meter hoge borstwering. Het observatieplatform was rondom betegeld ter bescherming van de bemanning. Aan de zuidwestzijde van dit uitkijkplatform was een overdekte schuilnis. In het midden van het uitkijkplatform stond het luchtwachtinstrument opgesteld. Het bestond uit een gridtafel, met een kaart van de omgeving met de positie van de toren in het midden daarvan en de locaties van de naburige luchtwachtposten erop. Daarop gemonteerd was een statief met vizier en (losse) kijker en een aanwijsnaald. Met waarnemingen van drie torens/posten werd via driehoeksmeting de positie van het waargenomen vliegtuig bepaald.
Om de hoogte en daarmee de kosten van de torens te beperken, werden ze bij voorkeur gebouwd op heuvels, dijken en wallen. De torens stonden meestal in de buurt van dorpen of bewoningskernen zodat de vrijwilligers snel per fiets de toren konden bereiken. De torens werden ook vaak langs of in een bosrand geplaatst of er werden bomen omheen geplant dat diende als camouflage.

## Gebruik
Het hele netwerk heeft nooit in een oorlogssituatie gefunctioneerd. Door de introductie van straaljagers en radar was het observatiesysteem, met haar grondslag op de situatie in 1940, al snel achterhaald. In 1964 werd het KLD sterk ingekrompen, waarna alleen in het noorden nog een aantal luchtwachtgroepen bleven bestaan. In juni 1968 werd het KLD opgeheven. Ongeveer tien luchtwachttorens werden overgedragen aan de Bescherming Bevolking (BB), die ze gebruikten voor het lokaliseren van een mogelijke inslag van een atoombom. Bij deze torens werden bunkers gebouwd als schuilplaats voor vier personen tegen radioactieve neerslag. In 1980 werden ook deze torens afgestoten.
In de jaren dat het netwerk functioneerde werd één Russisch vliegtuig waargenomen; in 1958 werd door waarnemers op luchtwachttoren Linne bij het Limburgse Montfort een vliegtuig gespot, dat had deelgenomen aan een Franse vliegshow en op de terugweg naar de Sovjet-Unie bewust van koers was afgeweken om een stuk grensgebied te fotograferen.

## Afstoten
In 1988 droeg het Ministerie van Binnenlandse Zaken diverse torens over aan lokale overheden of andere instellingen. Deze overdracht vond vaak plaats met toezegging dat het Rijk eventuele sloopkosten voor haar rekening zou nemen.
Veel van de 138 luchtwachttorens die werden gebouwd, zijn nadien weer gesloopt. Slechts 19 resteren. Een paar daarvan hebben inmiddels de status van beschermd monument (rijksmonument, gemeentelijk monument of provinciaal monument).

## Lijst van luchtwachttorens
Hieronder volgt een lijst van de in de jaren 50 gebouwde luchtwachttorens in Nederland die nu nog aanwezig zijn.:
Betonnen raatbouwtorens:
- Luchtwachttoren 7O3 - Bedum (gehalveerde toren), locatie: 53° 18′ NB, 6° 35′ OL
- Luchtwachttoren 8H3 - Berg en Dal, locatie: 51° 48′ NB, 5° 56′ OL
- Luchtwachttoren 8C1 - Bladel, locatie: 51° 22′ NB, 5° 13′ OL
- Luchtwachttoren 3W3 - Eede (postnaam Aardenburg), locatie: 51° 15′ NB, 3° 27′ OL[5]
- Luchtwachttoren 7X3 - Hees (bij Ruinen), locatie: 52° 44′ NB, 6° 23′ OL
- Luchtwachttoren 8E1 - Heerewaarden (postnaam Rossum), locatie: 51° 48′ NB, 5° 21′ OL
- Luchtwachttoren 3T1 - Koewacht, locatie: 51° 14′ NB, 3° 58′ OL
- Luchtwachttoren 8J2 - Maashees, locatie: 51° 34′ NB, 6° 1′ OL
- Luchtwachttoren 8L3 - Linne (Montfort), locatie: 51° 9′ NB, 5° 56′ OL
- Luchtwachttoren 3T3 - Nieuw-Namen, locatie: 51° 18′ NB, 4° 9′ OL
- Luchtwachttoren 6H3 - Oudemirdum, locatie: 52° 50′ 52″ NB, 5° 31′ 26″ OL[6]
- Luchtwachttoren 7Z3 - Schoonebeek, locatie: 52° 39′ NB, 6° 53′ OL
- Luchtwachttoren 8O2 - Posterholt, locatie: 51° 6′ NB, 6° 2′ OL
- Luchtwachttoren 5K3 - Strijensas, locatie: 51° 43′ NB, 4° 37′ OL
- Luchtwachttoren 7O1 - Warfhuizen (postnaam Den Hoorn), locatie: 53° 21′ NB, 6° 26′ OL[7]
- Luchtwachttoren 8I3 - Westerbeek (postnaam Oploo), locatie: 51° 34′ NB, 5° 52′ OL
- Luchtwachttoren 7T1 - Winschoten, locatie: 53° 8′ 49″ NB, 7° 0′ 37″ OL

Bakstenen torens:
- Luchtwachttoren 5D1 - Oude Wetering, locatie: 52° 12′ NB, 4° 39′ OL
- Luchtwachttoren 5C1 - Scheveningen, locatie: 52° 7′ NB, 4° 18′ OL

## Luchtwachtposten op bestaande gebouwen
Ongeveer de helft van alle uitkijkposten werden ingericht op bestaande gebouwen. Een voorbeeld hiervan is de korenmolen Kwaksmölle in Varsseveld. Op de molenromp (het restant van de toen aanwezige molen) is in 1952 luchtwachtpost 1K2 ingericht. Tot 1964 heeft deze post dienstgedaan.